# Tel Quaramel
Tel Quaramel, též podle lokální výslovnosti Tel Karámel (arabsky تل القرامل‎ [Tel al-Qaramel], také Tel Qarámil nebo Tel Qarámel) je tel resp. archeologické naleziště na severu Sýrie, 25 km na sever od města Halab a 65 km od pohoří Taurus. Stavba byla postavena asi v roce 10000 př. Kr. Pochází z období neolitu.